# Турувр-о-Перш
Турувр-о-Перш (фр. Tourouvre au Perche) — новая коммуна на северо-западе Франции, находится в регионе Нормандия, департамент Орн, округ Мортань-о-Перш. Центр кантона Турувр-о-Перш. Расположена в 48 км к востоку от Алансона и в 74 км к западу от Шартра, в северной части природного парка Перш. Через территорию коммуны проходит автомагистраль N12.
Население (2018) — 3 115 человек.

## История
Поселок Турувр в XVII веке был центром сбора франкоговорящих эмигрантов, направлявшихся в Канаду. В 2006 году при поддержке канадцев в Турувре был открыт Музей французской эмиграции в Канаду. Об этом же историческом событии напоминают витражи церкви Святого Альбина. На установленных там же памятных табличках можно найти имена предков известных людей, например, предка певицы Селин Дион Жана Гийона.
1 января 2016 года образована новая коммуна Турувр-о-Перш путем слияния коммун:
- Бивилье
- Брезолет
- Бюбертре
- Ла-Потри-о-Перш
- Линьероль
- Отёй
- Препотен
- Рандоне
- Турувр
- Шам

Центром новой коммуны является Турувр. От него к новой коммуне перешли почтовый индекс и код INSEE. На картах в качестве координат Турувр-о-Перша указываются координаты Турувра.

## Достопримечательности
- Романская церковь Святого Альбина в Турувре с красивыми витражами XVI-XX веков
- Особняк де Бельгард XV века в Турувре
- Церковь Святого Эвру XI-XVI веков в Шаме

## Экономика
Структура занятости населения:
- сельское хозяйство — 5,9 %
- промышленность — 29,8 %
- строительство — 9,7 %
- торговля, транспорт и сфера услуг — 25,7 %
- государственные и муниципальные службы — 29,0 %

Уровень безработицы (2018) — 15,6 % (Франция в целом —  13,4 %, департамент Орн — 10,4 %). 

Среднегодовой доход на 1 человека, евро (2018) — 19 330 (Франция в целом — 21 730, департамент Орн — 20 140).

## Администрация
Пост мэра Турувр-о-Перша с 2020 года занимает Франк Пуарье (Franck Poirier). На муниципальных выборах 2020 года возглавляемый им список победил в 1-м туре, получив 59,33 % голосов.
| Период | Период | Фамилия      | Партия        | Примечания                                   |
| ------ | ------ | ------------ | ------------- | -------------------------------------------- |
| 2016   | 2020   | Ги Моне      | Разные правые | бывший мэр Турувра, член Совета департамента |
| 2020   |        | Франк Пуарье | Разные левые  | специалист по исследованиям и разработкам    |

## Города-побратимы
- Херцогсдорф, Австрия
- Фрайенштайнау, Германия

## Галерея
- Витраж церкви Святого Альбина
- Церковь Святого Эвру в Шаме
- Церковь Святого Петра в Ла-Потри-о-Перше